# مسجد شيخ يوسف (السليمانية)
مسجد شيخ يوسف هو مسجد قديم أثري من مساجد السليمانية التراثية في العراق، ويقع في مركز مدينة السليمانية بمنطقة سرشقام، ولقد شيد وبني في عام 1210هـ/ 1795م، من قبل شيخ يوسف المعروف باسم (الملا أبو بكر)، وهو من أولاد السيد محمد زاهد المشهور باسم (بير خضر الشاهو)، ومن ملحقات المسجد مدرسة بير خضر الشاهو التي تأسست على نفقة بعض المحسنين ومنهم (الشيخ محمد بن الشيخ خالد البير فقري) في 17 شوال 1422هـ، وتبلغ مساحة مصلى الحرم حوالي 75م2 وفي مقدمة المدخل منارتين ذاتي حوض اسطواني واحد بنيت على طراز معماري حديث، ومقابل مصلى الحرم باحة طارمة بعرض 12 متر وبطول مترين، ومقابلها باحة كبيرة وغرفة للإمام وغرفة مخزن ومحلات وضوء.
وتقام في المسجد حالياً الصلوات الخمس المكتوبة فقط.